# 一枚の写真 (曲)
「一枚の写真」（いちまいのしゃしん）は、2010年4月21日に発売された秋元順子の5枚目のシングル。

## 収録曲
1. 一枚の写真(4:42)
作詞・作曲：花岡優平／編曲：川口真
2. 星降る夜に…(4:11)
作詞・作曲：花岡優平／編曲：川口真
3. 一枚の写真（オリジナルカラオケ）(4:42)
4. 一枚の写真（一般用カラオケ 半音上げ）(4:42)
5. 星降る夜に…（オリジナルカラオケ）(4:11)